# Anton Krupski
Anton Krupski (polnisch Antoni Krupski; * 27. Juli 1889 in Schleinikon; † 13. Dezember 1948 in Zürich) war ein Schweizer Tierarzt und Professor an der Universität Zürich.

## Leben
Krupski arbeitete zunächst als Assistent im Veterinär-Pathologischen Institut der Universität Zürich. Nach einer kurzen Tätigkeit in einer Tierarztpraxis wurde er Schlachthoftierarzt in Zürich und sammelte viel Material zu Erkrankungen der Rinder, wobei sein besonderes Interesse von 1917 bis 1924 den Genitalerkrankungen galt. 1926 wurde er zum Professor für Innere Medizin an der Universität Zürich ernannt und beschäftigte sich vor allem mit der Hämatologie und ab 1934 mit Calcium- und Phosphor-Mangelkrankheiten.